# Зарин
Зари́н — органічна сполука, ізопропіловий етер метилфторофосфонової кислоти CH3P(O)(F)OCH(CH3)2. За звичайних умов є безбарвною рідиною без смаку і запаху, надзвичайно токсичною.
З військовою метою його застосовують як бойову отруйну речовину нервово-паралітичної дії.
Зарин був другим в серії з чотирьох фосфорорганічних сполук з хімічним бойовим потенціалом, розроблених в 1930-х і 1940-х роках в IG Farben. Іншими були табун (1936), зоман (1944) і циклозарин (1949).
Інакші позначення: GB (США), EA 1208; в Німеччині: T-144, Trilon (трилон) 144, T-46, Trilon 46; TL-1618 (UCTL); T-2106 (Велика Британія); MFI, IMPF, Sarin II; в російській армії, як і у армії СРСР, має позначення Р-35 (рецептура 35).

## Історія
Історію створення фосфорорганічних бойових отруйних речовин в Німеччині можна простежити до прагнення нацистського режиму забезпечити продовольчу безпеку країни в умовах морської блокади (за досвідом блокади в Атлантиці під час Першої світової війни). Серед іншого, сільське господарство потребувало пестицидів та інсектициди, виробництво яких не залежало б від імпортної сировини (на той час були поширені пестициди з вмістом нафтопродуктів, нікотину, тощо).
В 1934 році молодий хімік Герхард Шрадер, співробітник компанії IG Farben, отримує нове завдання: замість роботи над барвниками він починає працювати над створенням нових інсектицидів. Відтоді, за час роботи на цю компанію, йому вдалось синтезувати понад 2000 фосфорорганічних сполук.
Під час цих досліджень в листопаді 1936 року ним була синтезована речовина, яка згодом стала відома як табун.
Наприкінці 1938 року ним була синтезована іще токсичніша «речовина 146», яка згодом отримала назву «зарин».
Достеменно про походження назви «зарин» не відомо — поширена думка, що назва утворена від перших літер у прізвищах співробітників IG Farben — Г. Шрадера, О. Амброса та управління озброєнь Сухопутних військ Ф. Ріттера та фон дер Лінде (нім. Schrader, Ambros, Ritter, Linde). Однак всі вони участі в синтезі нової речовини не брали, а нову назву використовували лише в таємній документації, у відкритих публікаціях вона мала назву «Trilon 146».
Тестова установка для виготовлення зарину почала діяти в Третьому Рейху 1944 року. Вона була споруджена підприємством Anorgana GmbH, що входило до складу IG Farben, та знаходилась в містечку Бжег-Дольний (на той час — нім. Dyhernfurth). Друга, потужніша (в планах до 500 т на місяць), фабрика для виробництва зарину мала бути створена в комплексі Фалькенгаген неподалік однойменного населеного пункту та належала спільному підприємству Montan та IG Farben — компанії Monturon GmbH. Обидві фабрики перебували у власності компанії Montan.
Сполученим Штатам вдалось захопити повну технічну документацію на виробництво зарину та налагодили його виробництво 1952 року на армійському арсеналі Рокі Маунтин (Денвер, штат Колорадо).
У СРСР виробництво зарину налагодили в Волгограді лише 1959 року, попри те, що все німецьке устаткування для виробництва було захоплено неушкодженим 1945 року. Завдяки шпигунам СРСР, вченим цієї країни вдалось синтезувати зарин 1943 року колективом під керівництвом Олександра Єрмінінгельдовича Арбузова (в Казані). Радянська технологія виробництва зарину відрізнялась від німецької та для неї було створене власне обладнання.
1993 року, завдяки підписанню Конвенції про хімічну зброю, використання зарину як хімічної зброї було заборонено. Його внесли до списку 1, котрий регламентує виробництво та обіг небезпечних речовин.

## Отримання
Методи синтезу зарину відрізняються залежно від використовуваної фосфоровмісної сировини. Отже, застосовується дихлороангідрид, дифтороангідрид метилфосфонової кислоти та їхня суміш, а також диізопропіловий етер метилфосфонової кислоти. Усі наведені сполуки можна отримати з хлориду фосфору(III).
Для синтезу дихлороангідриду метилфосфонової кислоти, як проміжні речовини, отримують фосфіти (фосфонати). Так, для отримання диметилфосфіту достатньо змішати хлорид фосфору(III) із безводним метанолом за температури 0–20 °C:
{\displaystyle \mathrm {PCl_{3}+2CH_{3}OH{\xrightarrow {0-20^{o}C}}\ (CH_{3}O)_{2}POH+CH_{3}Cl+2HCl} }
Отриманий диметилфосфіт під дією агентів хлорування (SOCl2, COCl2, PCl5) переводять у дихлороангідрид метилфосфонової кислоти, а далі, після обробки безводним фтороводнем, — у дифтороангідрид (утворюється еквімолярна суміш хлоро- і фторопохідної):
Відомий також синтез дихлороангідриду без стадії утворення фосфонатів — взаємодія трихлориду фосфору із хлорометаном і хлоридом алюмінію в органічному розчиннику. Утворену комплексну сполуку розкладають під дією охолодженої води, а краще концентрованої хлоридної кислоти при -30 °C і виділяють з розчину дихлороангідрид:
{\displaystyle \mathrm {PCl_{3}+CH_{3}Cl+AlCl_{3}\longrightarrow [CH_{3}PCl_{3}]^{+}[AlCl_{4}]^{-}} }
{\displaystyle \mathrm {[CH_{3}PCl_{3}]^{+}[AlCl_{4}]^{-}+4H_{2}O\longrightarrow CH_{3}P(O)Cl_{2}+Al(OH)_{3}+5HCl} }
Даний спосіб ліг в основу реакції Кіннера — Перрена і став підґрунтям для синтезу багатьох фосфороорганічних сполук.
Для отримання зарину проводять взаємодію дифлуорангідриду з ізопропанолом. Наявний у реакційній суміші дихлороангідрид так само реагує з утворенням зарину. Вихід кінцевого продукту становить близько 85 %:

## Властивості

### Фізичні
Зарин є безбарвною, прозорою рідиною без запаху і смаку. Він змішується з водою і органічними розчинниками в усіх співвідношеннях. Під час нагрівання до температури кипіння частково розкладається, тому його переганяють у вакуумі. Є більш стійким до короткочасного підвищення температур, аніж табун.
Газоподібний та рідкий зарин легко сорбується пористими матеріалами (деревиною, бетоном, цеглою, тканиною), вбирається пофарбованими поверхнями і гумою.
Леткість зарину складає: 4100 мг/м³ (0 °C), 16091 мг/м³ (20 °C), 22000 мг/м³ (25 °C), 29800 мг/м³ (30 °C).

### Хімічні
Зарин гідролізується із утворенням ізопропілового етеру метилфосфонової кислоти та фтороводню:
{\displaystyle \mathrm {CH_{3}P(O)(F)OCH(CH_{3})_{2}+H_{2}O\leftrightarrows CH_{3}P(O)(OH)OCH(CH_{3})_{2}+HF} }
Швидкість гідролізу залежить від pH середовища. Так, за pH 1,8 період напівгідролізу складає 7,5 годин, 5 годин за pH 9. При концентрації розчину менш як 14 мг/л період півгідролізу складає 54 години. При температурах, вищих за 25 °C, гідроліз здатен самопришвидшуватися через каталітичну дію його продуктів. Це пояснюється дисоціацією ізопропілового етеру, отриманого в ході гідролізу, із утворенням іонів H+, котрі можуть утворювати водневі зв'язки з атомами фтору, послаблюючи їхню взаємодію із атомом фосфору та сприяючи розриву зв'язку F-P із подальшим гідролізом. Додавання до розчину зарину будь-яких кислот веде до збільшення швидкості гідролізу.
Розчини лугів впливають на хід гідролізу ще більше, ніж кислоти, оскільки гідроксид-іон має більшу нуклеофільність у порівнянні з недисоційованою молекулою води:
{\displaystyle \mathrm {NaOH\leftrightarrows Na^{+}+OH^{-}} }
{\displaystyle \mathrm {CH_{3}P(O)(F)OCH(CH_{3})_{2}+OH^{-}\longrightarrow CH_{3}P(O)(OH)OCH(CH_{3})_{2}+F^{-}} }
{\displaystyle \mathrm {Na^{+}+F^{-}\longrightarrow NaF} }
{\displaystyle \mathrm {CH_{3}P(O)(OH)OCH(CH_{3})_{2}+NaOH\leftrightarrows CH_{3}P(O)(ONa)OCH(CH_{3})_{2}+H_{2}O} }
Таким чином розчини кислот і лугів можна застосовувати для нейтралізації зарину.
Водні розчини аміаку та амінів діють на зарин майже подібно до лугів. Феноляти і алкоголяти дегазують зарин дуже легко (навіть у сухому стані).
У разі нагрівання зарину вище 100 °C, він починає розкладатися і поблизу точки кипіння розпадається майже повністю. Повний розклад за температури 150 °C триває 2,5 години. Не горить. Основними продуктами, що утворюються внаслідок піролізу, є пропен та фтороангдрид метилфосфонової кислоти. Залежно від умов проведення піролізу можуть також утворюватися 2-фторопропан, олігомер метилфосфонового ангідриду CH3PO(O) та деякі продукти подальшого розпаду.
Для тривалого зберігання зарин може бути змішаний з трибутиламіном. Це забезпечує надійне зберігання у сталевих контейнерах за звичайної температури протягом 5-10 років. При температурі 71 °C спричиняє легку корозію сталі, міді, бронзи, інконелю, К-монелю, та свинцю, середню або сильну корозію алюмінію.
1973 року американські військові дослідники підбили підсумки вивчення стійкості різних отруйних речовин в ґрунтах та морській (океанічній) воді. Серед досліджених речовин був і зарин. Досліди показали, що зарин досить швидко розкладається у ґрунті. Головними чинниками, що впливають на швидкість розкладу є вологість та температура ґрунту. Також на швидкість впливає кислотність (або лужність) ґрунту, його пористість тощо. Загалом, чим вище температура та вологість, тим швидше розкладається зарин, і навпаки — в сухих морозних ґрунтах зарин зберігається найдовше. Однак підвищення температури може призводити до швидшого випаровування речовини та утворення отруйної пари над поверхнею. У підсумку, дослідникам вдалось встановити, що за 2,5–24 години зарин із ґрунту виходить або розкладається.

### Отруйна дія

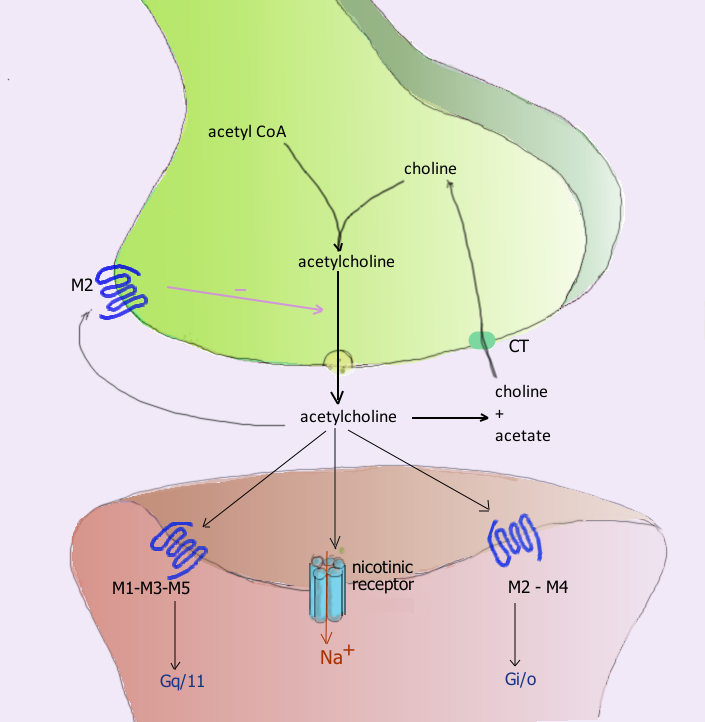
Обіг ацетилхоліну в синапсі. Після випуску ацетилхолін розкладається ензимом ацетилхолінестеразою.

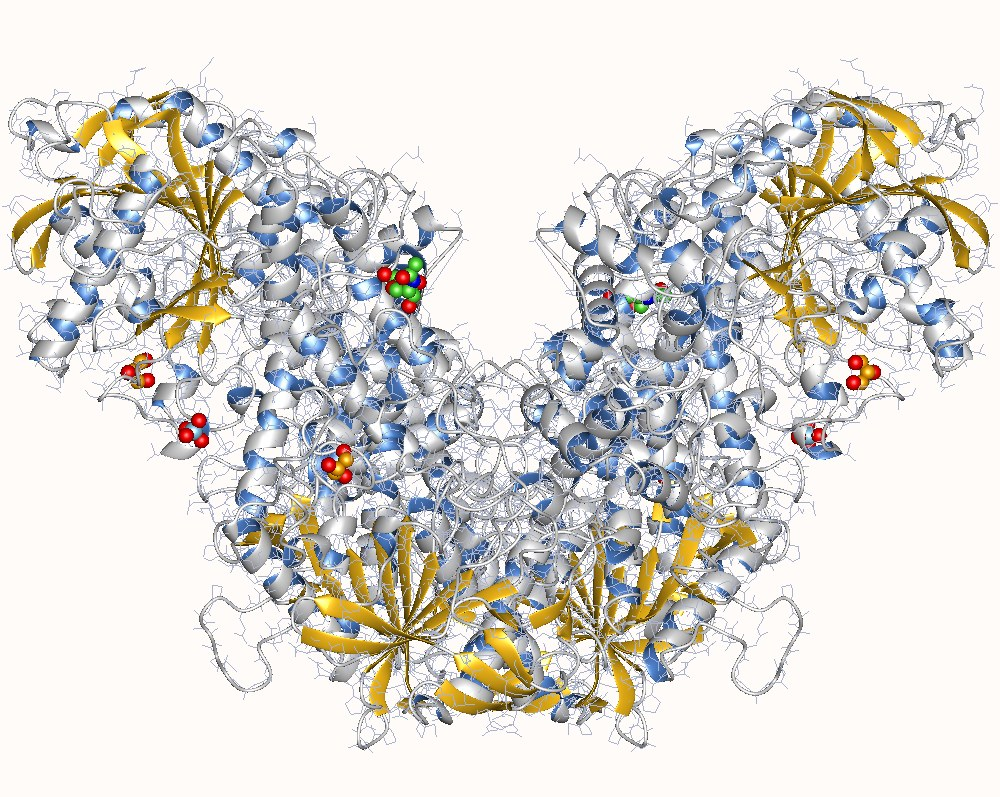
Тетрамер ацетилхолінестерази — ферменту, відповідального за деактивацію ацетилхоліну, який натомість дезактивується зарином та деякими іншими нервово-паралітичними отруйними речовинами.

Своєрідною особливістю зарину, як і решти нервово-паралітичних отруйних речовин, є його здатність хімічно зв'язувати та деактивувати біологічні каталізатори різних реакцій в організмі (ферменти) серед яких важливу роль відіграє холінестераза. Цей білок можна зустріти в багатьох органах та тканинах організму, проте основну функцію він відіграє у нервовій системі, де регулює процес передачі нервових імпульсів.
Елементарна ланка нервової системи складається з декількох послідовно розташованих одна за одною нервових клітин таким чином, що аксон одного нейрона знаходиться біля дендрита або тіла іншого нейрона. Однак між ними нема прямого дотику, вони розділені простором (щілиною) 20-50 нм завширшки, який заповнений рідиною, що погано проводить струм. Цю область міжнейронного з'єднання називають синапсом. Також існують нервово-м'язові синапси, коли аксон нервової клітини завершується в руховій кінцевій пластині, розташованій у м'язах, і нервово-рецепторні синапси, крізь які збудження проходить від аксона до рецепторів органів чуття або залози.
Нервовий імпульс (збудження) передається цим ланцюгом поєднано — електричним та хімічним способами. Передавання аксоном має електричну природу, тобто зрештою подібна проведенню електричного струму провідником. У міжнейронних, нервово-м'язових та нервово-рецепторних синапсах зв'язок між розокремленими ланцюгами нервової системи відбувається із допомогою хімічних речовин — передавачів нервових імпульсів або медіаторів. Медіатори знаходяться в спеціальних бульбашках в межах закінчень нервових волокон. Під впливом імпульсу, що поступає по аксону вони виділяються в синаптичну щілину (мембрану перед синаптичною щілиною), збуджують мембрану дендрита наступної нервової клітини або рецептора (постсинаптичну мембрану) та забезпечують таким чином проходження нервового імпульсу далі. Нервові імпульси в організмі людини поширюються зі швидкістю близько 120 м/с.
В різних тканинах та органах діють понад 10 різних хімічних передавачів нервових імпульсів (нейротрансмітерів). В моторній нервовій системі, що іннервує поперечно-посмуговані м'язи, у симпатичних нервових волокнах, які іннервують потові залози, та в деяких інших відділах нервової системи таким передавачем є ацетилхолін — складний етер, котрий утворюється з оцтової кислоти та холіну в присутності біологічного каталізатора холінацетилтрансферази.
Поки медіатор, в тому числі ацетилхолін, зберігатиметься в синапсі, через нього з частотою 1000 імпульси на секунду будуть проходити нервові збудження. Для нормалізації роботи нервової системи необхідно одразу після проходження імпульсу розкласти медіатор. Зазвичай так і відбувається: щойно ацетилхолін виконає свою дію в синапсі, з ним одразу вступає в хімічну реакцію фермент ацетилхолінестераза. В результаті реакції утворюються аміноспирт, холін, та ацетильована холінестераза. Остання хімічно нестійка і швидко розкладається водою з виділенням оцтової кислоти та регенерацією вихідної холінестерази.
Цей процес відбувається з високою швидкістю: кожна молекула холінестерази встигає розкласти за 1 с 25 тисяч молекул ацетилхоліну, в той час як гідроліз ацетилхоліну без ферменту триває години.
Причиною високої токсичності зарину та інших фосфор-органічних отруйних речовин є хімічне зв'язування холінестерази з утворенням фосфонілованого ферменту, внаслідок чого фермент втрачає каталітичні властивості. Ацетилхолін, що зберігається у незмінному вигляді в міжнейронних, нервово-м'язових та нервово-рецепторних синапсах, перезбуджує моторну діяльність, м'язи мимовільних рухів та секреторні залози. Через перезбудження моторних м'язів виникають судоми, що переходять в параліч. Скорочення м'язів, яке відбуваються без участі свідомості (серцевих, дихальних м'язів, м'язів травного тракту, сечового міхура, зіниць ока тощо), спричиняє порушення роботи відповідних органів; також супроводжується судомами, посмикуваннями, паралічами. Неспинна робота секреторних залоз типу потових або слинних спричиняє спітніння постраждалого та рясне слиновиділення. Тяжкість враження зарином та іншими фосфорорганічними нервово-паралітичними речовинами визначається ступенем зв'язування ними холінестерази.
Отруєння зарином відбувається за будь-якого способу проникнення до організму: у разі вдихання пари, внаслідок всмоктування пароподібної або рідкої речовини крізь неушкоджену або ушкоджену шкіру (особливо через поранення) та слизові оболонки очей, під час вживання отруєної води або харчів та дотику до заражених поверхонь.

### Токсичність

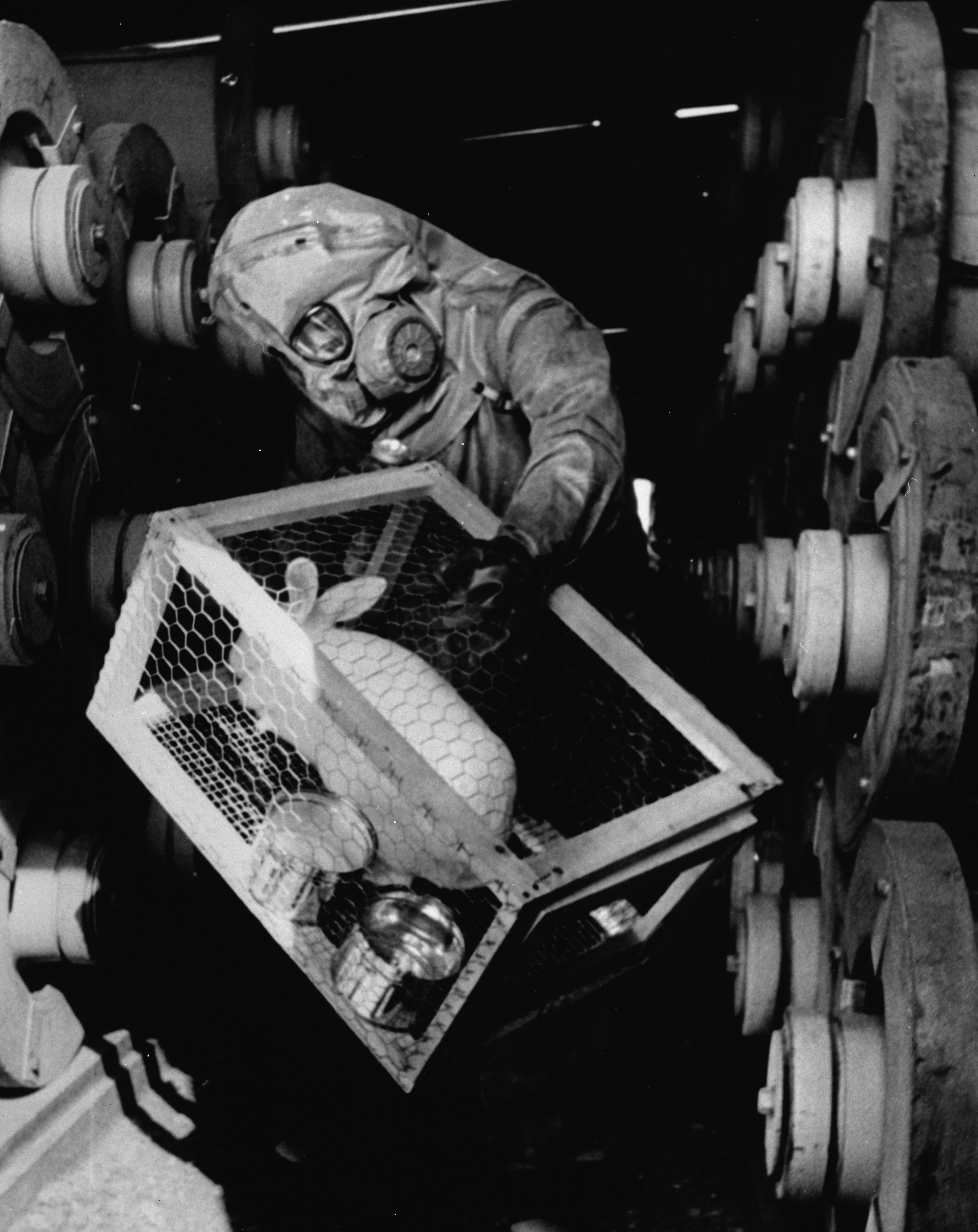
Використання піддослідного кролика для визначення витоку зарину.

Зарин є у 4–5 разів отруйнішим за табун. Отруєння може бути спричинене вдиханням пари, проникненням крізь шкіру (особливо через поранення). Зарин легко проникає до організму крізь слизову оболонку очей та дихальних шляхів. Він легко поглинається предметами довкілля, цеглою, тканиною і надалі може викликати отруєння. Це збільшує ризик отруєння людей, що залишили зону ураження, але не позбулися забрудненого зарином одягу, особистих речей тощо. За сприятливих погодних умов зарин може перебувати на місцевості у вигляді рідини до 5 діб, його пара є токсичною протягом 20 годин. У зимовий час стійкість зарину зменшується до двох діб.
За концентрацій 0,0002–0,002 мг/л та при його дії протягом 2 хвилин настає легке отруєння яке, однак, веде до втрати працездатності на 4–5 діб і супроводжується звуженням зіниць, пітливістю, утрудненим диханням, збільшенням слиновиділення. Дія зарину такої ж концентрації протягом 15 хвилин може стати летальною. Важкі отруєння трапляються за концентрацій 0,005–0,01 мг/л і дії протягом 5 хвилин — вони викликають міоз, судоми м'язів, запаморочення голови, підвищене слиновиділення, а також можуть призвести до смерті. У разі дії протягом 2–5 хвилин зарину із концентрацією 0,02–0,05 мг/л, людина помирає від зупинки серця вже за 15–20 хвилин.
Зарин має такі основні показники токсичності для «звичайної» людини (вагою 70 кг), яка вдихає близько 15 літрів повітря на хвилину (тобто має легке фізичне навантаження):
- Концентрація отруйної речовини на 1 м³ повітря за нормальних умов: 1 мд = 5,73 мг/м³ при 25 °C
- Летальна доза аерозолю або парів для 50 % піддослідної популяції. Летальну концентрацію ЛК50 можна обчислити поділивши значення ЛКτ50 на час дії агента в хвилинах:
  - ЛКτ50(інгаляція): 35 мг·хв/м³ (летальна концентрація складає 3 мд для дії протягом 2 хвилин)
  - ЛКτ50(контакт зі шкірою): 12 000 мг·хв/м³ (летальна концентрація складає 1 мд для дії протягом 30 хвилин)
- Летальна доза для 50 % піддослідної популяції, ЛД50: 1,7 г
- Концентрація отруйного агента необхідна для значного звуження зіниць ока при дії протягом 2 хвилин: 0,03 мд
- MEG (англ. Military exposure guidelines), або граничні значення згідно настанов для військових у розгорнутих частинах. Ці рівні обчислені для контактів протягом 1 години та поділені на три рівні залежно від загрози для здоров'я:
  - Мінімальні (англ. minimal), постійна дія отруйної речовини вище цієї концентрації може призвести до легких, швидко мінливих наслідків на здоров'я людей, але не знизить боєздатність особового складу: 0,00048 мд.
  - Значна (англ. significant), постійна дія отруйної речовини вище цієї концентрації може мати незворотні, тяжкі наслідки для здоров'я та призводити до зниження боєздатності особового складу, навіть знерухомлення окремих людей: 0,0060 мд,
  - Тяжка (англ. severe), постійна дія отруйної речовини вище цієї концентрації може становити загрозу життю та велику небезпеку для здоров'я окремих людей: 0,022 мд
- WPL AEL (Граничне значення для робітників для дії парів отруйної речовини протягом 8 годин на день, 5 робочих днів на тиждень, тобто 40 годин на тиждень): 0,000005 мд
- Граничне значення для нетривалої взаємодії з отруйною речовиною, обчислене для середньозваженого за часом контакту з отруйним агентом протягом 15 хвилин.: 0,00002 мд
- Граничне значення для концентрації, вище якої виникає небезпека для життя, здоров'я, здатності швидко покинути джерело зараження, обчислене для контакту тривалістю 30 хвилин: 0,02 мд.

Рівні AEGL (англ. Acute Exposure Guideline Levels) визначають ризик від одноразової, неповторюваної співдії з отруйними речовинами розчиненими в повітрі, єдиний раз в житті. Вони обчислені для граничних рівнів у розрахунку на звичайне населення, їх використовують для оцінки небезпеки за надзвичайних подій. Для зарину граничні концентрації мають таке значення:
| Рівень загрози | Тривалість дії отруйного агента | Тривалість дії отруйного агента | Тривалість дії отруйного агента |
| 1 година | 4 години                        | 8 годин                         |                                 |
| --- | ------------------------------- | ------------------------------- | ------------------------------- |
| AEGL-1: концентрація в повітрі вище якої звичайна людина може відчувати помітний дискомфорт, подразнення, або певні асимптоматичні ефекти                                                  | 0,0005 мд                       | 0,0002 мд                       | 0,0002 мд                       |
| AEGL-2: концентрація в повітрі вище якої звичайна людина може відчувати незворотні або інші вагомі, тривалі наслідки для здоров'я, або послаблення здатності втікати від джерела зараження | 0,006 мд                        | 0,003 мд                        | 0,002 мд                        |
| AEGL-3: концентрація в повітрі вище якої для звичайної людини наступає небезпека для здоров'я або загроза смерті                                                                           | 0,02 мд                         | 0,01 мд                         | 0,009 мд                        |

## Використання
Через утворення молекул фториду водню (HF) у побічних продуктах виробництва зарину його тривале зберігання практично не доцільне. Натомість був створений механізм застосування зарину у вигляді бінарної зброї: прекурсори змішують або безпосередньо перед спорядженням боєприпасів, або ж самі боєприпаси змішують прекурсори вже в польоті до цілі.
У підсумку тривалих досліджень американським військовим вдалось створити боєприпаси, які отримували бойові отруйні речовини змішуванням прекурсорів уже в польоті, після пострілу:
- артилерійський постріл калібру 155 мм M687 (зарин),
- артилерійський постріл калібру 8 дюймів (203,2 мм) XM736 (VX),
- та бомба Bigeye (VX).

Однак жоден з цих боєприпасів не довів високої ефективності під час випробувань.
СРСР мав на озброєнні широкий перелік боєприпасів із бойовими отруйними речовинами. З відкритих джерел відомо про такі боєприпаси споряджені зарином (рецептура-35):
- Головна частина 9Н57 реактивного снаряду 9М23М «Лейка» для 122 мм РСЗВ БМ-21 «Град» (див. також Номенклатура боєприпасів до РСЗВ «Град»);
- Головні частини 8С31 для 140 мм РСЗВ БМ-14;
- Головна частина 3НС1 для 240 мм РСЗВ БМ-24;
- Хімічні снаряди ствольної артилерії:
  - 85 мм 53НС367Д та 53ХСО367;
  - 122 мм 53НС463Б, 53ХСО463Б, 53НС462, 53НС462У, ХСО462, та ХС462У;
  - 130 мм ХС5, а також 3НС5 і 3НС5М для 130-мм гармати М-46;
  - 152 мм 3НС3–35 та 3Х3 (Х3–35);
- Авіаційна бомба 9-А-164 системи ОБАС-250-235П (несе 47,8 кг отруйної речовини).

## Вплив і захист
Отруйні речовини нервово-паралітичної дії хімічно подібні до фосфорорганічних пестицидів і впливають на організм, шляхом порушення нормальної діяльності нервової системи.

### Розпізнавання
Застосування хімічної зброї типу зарину або, для прикладу новичка, можна визначити за певними ознаками:
- наявність великої кількості людей поряд, зі схожими проявами впливу отрути;
- присутність запаху паленої гуми;
- існування маслянистих речовин на одязі, землі, будівлях.

### Способи поширення
- Повітря в приміщенні: зарин може потрапляти у приміщення як розпилена рідина (аерозоль) або випари.
- Вода: зарин може забруднювати воду.
- Продукти харчування: зарин може забруднювати продукти харчування.
- Зовнішнє повітря: зарин може викидатися у зовнішнє повітря як розпилена рідина (аерозоль) або у вигляді пари.
- Сільське господарство: якщо зарин викидається в повітря у вигляді бризок (аерозолю), він може забруднити сільськогосподарські продукти. Водночас, якщо зарин виділяється у вигляді пари, малоймовірно, що він забруднить сільськогосподарські продукти.[17]

Дієвим захистом для обличчя, очей та легень від зарину є фільтрувальний протигаз. Для уникнення сорбції зарину на одязі, необхідно використовувати захисні костюми. При потраплянні на шкіру або одяг слід якомога швидше нейтралізувати його, використовуючи індивідуальні протихімічні пакети.
У разі появи симптомів отруєння зарином треба одразу ввести підшкірно або внутрішньом'язово розчини атропіну, афіну чи будаксиму. Введений не пізніше, ніж за 10 хвилин після ураження, засіб здатен нейтралізувати летальну дозу. За потреби можна провести штучне дихання.
Для знезараження предметів, приміщень та одягу придатними є водні розчини лугів, аміаку, пероксиду водню, а також розчин гідроксиламіну у слабко-лужному середовищі.

### Дії за надзвичайного становища

#### Хімічна небезпека
- За кислих умов, зарин гідролізується з утворенням плавикової кислоти (HF). Дивіться карту аварійного реагування для плавикової кислоти.
- Зарин розкладає олово, магній, сталь з кадмієвим покриттям та алюміній.
- У разі співдії з металами, може виділятися легкозаймистий газоподібний водень.

#### Вибухонебезпечність
- Під час нагрівання пари можуть утворювати з повітрям вибухонебезпечні суміші, що становлять загрозу вибуху в приміщенні, на відкритому повітрі та в каналізації.
- Вмістища можуть вибухнути під час нагрівання.

#### Можливість пожежі
- Зарин горючий.
- Речовина може горіти, але не спалахує швидко.
- У ході пожежі можуть виділятися подразнювальні, корозійні та/або отруйні гази.
- Для гасіння невеликих пожеж можна застосовувати сухі хімікати, вуглекислий газ або розпорошену воду.
- У разі великих пожеж використовують сухі хімікати, діоксид вуглецю, спиртостійку піну або розпилену воду. Треба прибрати вмістища із зони пожежі, якщо це можливо, без ризику для персоналу. Обвалування пожежогасної води для подальшого видалення; не розсипати матеріал.
- Уникати способів гасіння, які можуть спричинити розбризкування або розтікання.
- У разі пожежі, пов'язаної з цистернами або автомобілями/причепами, гасити вогонь з якнайбільшої відстані або застосовувати автоматичні тримачі шлангів чи моніторні насадки. Не допускати потрапляння води у контейнери. Охолодити вмістища заливною кількістю води, доки вогонь не згасне. Негайно відкликати пожежних у разі посилення звуку від вентиляційних запобіжних пристроїв або знебарвлення резервуарів. Завжди триматися якомога далі від вмістищ, охоплених вогнем.
- Стоки від пожежогасіння, можуть бути корозійними та/або токсичними, а також викликати забруднення.
- Якщо становище дозволяє, стежити та належним чином утилізувати стоки (стічні води).

#### Початкові та захисні дії
- Якщо у вогонь потрапила цистерна, залізничний вагон або автоцистерна, треба ізолювати їх на 800 метрів у всіх напрямках; також розглянути початкову евакуацію людей на 800 метрів у всіх напрямках.

Невеликі розливи (з викидом приблизно 200 літрів або менше) у разі використання зарину як зброї.
- Початкова ізоляція у всіх напрямках: 150 метрів.
- Потім захищають людей з підвітряного боку протягом дня: 1,7 км.
- Потім захищають людей з підвітряного боку вночі: 3,4 км.

Великі розливи (з об'ємом понад 200 літрів), коли зарин (GB) використовується як зброя.
- Первинна ізоляція у всіх напрямках: 1000 метрів.
- Потім захищають людей з підвітряної сторони протягом дня: 11,0+ км.
- Потім захищають людей з підвітряного боку вночі: 11,0+ км. («+» означає, що відстань може бути більшою за певних атмосферних умов.)

#### Фізична небезпека
Оскільки пари зарину важчі за повітря, вони будуть розповсюджуватися по землі, збиратися і залишатися в погано провітрюваних, низовинних або закритих приміщеннях (наприклад, в каналізації, підвалах та ямах).
Треба триматися якомога далі від цих областей. Перебувати проти вітру.
- Найкращий захист від зарину — уникати отрути.
- Наскільки це можливо, треба залишити заражену ділянку території. Якщо таке не вдається, можна спробувати зменшити проникність зарину в приміщення закривши вентиляцію назовні й ущільнивши шпарини під дверима та навколо вікон мокрими рушниками.
- Зарин щільніший за повітря й осідає на низьких ділянках біля землі. Треба шукати узвишшя у разі нападу.
- Рідкий зарин на шкірі можна одразу витерти чи промити, щоби запобігти його поглинанню.
- Не вживати їжу та не пити воду, що піддавалася впливу зарину[18].

## Бойове застосування

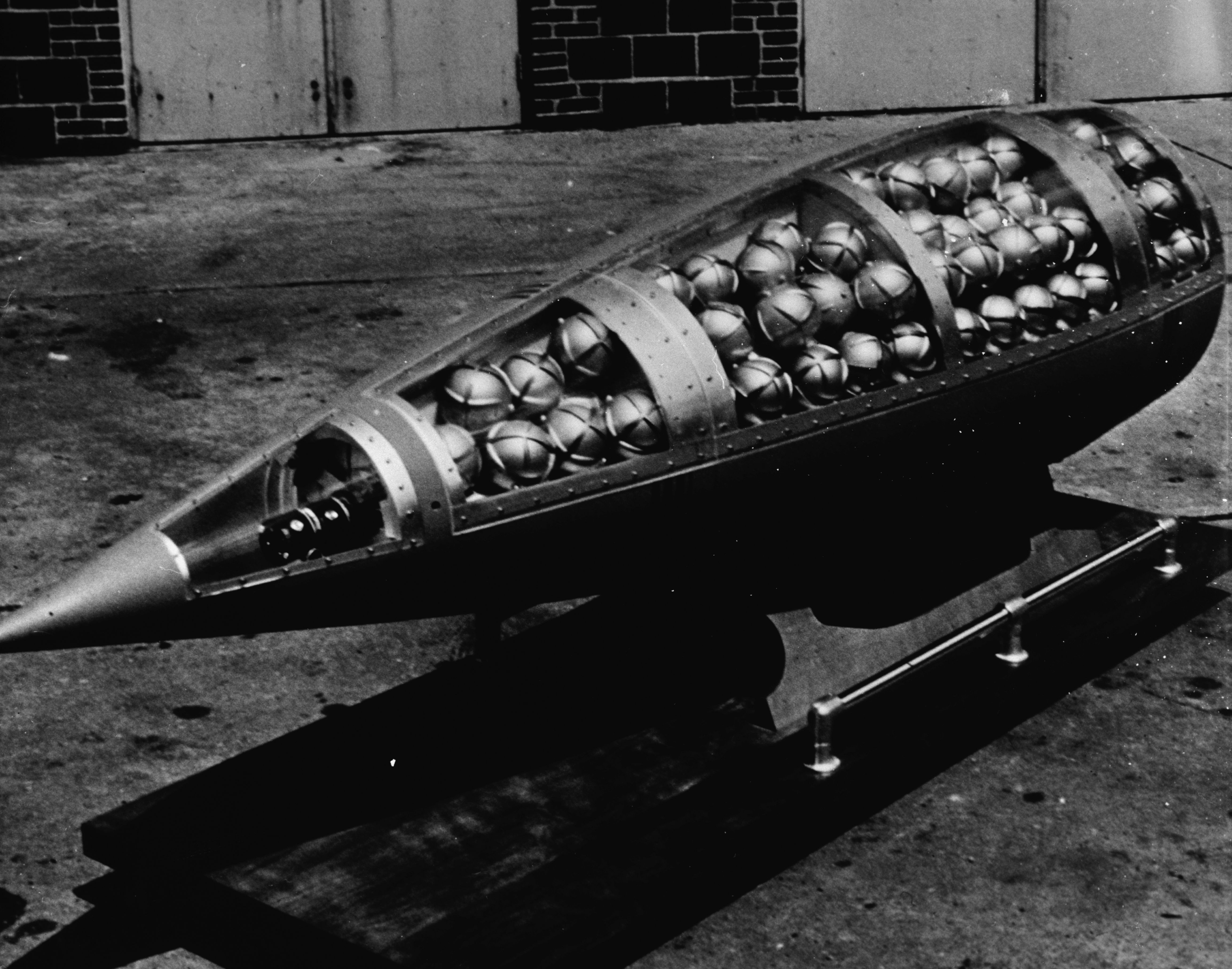
Боєголовка американської ракети Honest John missile у розтині, видно бойові елементи M134 з зарином (приблизно 1960 рік).

Зарин може бути доправленим ворожими бомбами, снарядами чи ракетами. Ушкодження організму може виникнути впродовж однієї хвилини після впливу отрути.
1939 року формула зарину була передана до підрозділу з хімічної зброї німецького Управління з озброєнь сухопутних військ (нім. Waffenamt), який видав наказ про промислове виробництво для бойового використання. Були побудовані дослідницькі заводи, проте спорудження заводу для промислового виробництва зарину так і не було завершене до кінця Другої світової війни. Сукупний обсяг виготовленого протягом війни у нацистській Німеччині зарину оцінювали на рівні від 500 кг до 10 тон. Попри те, що Німеччина мала на озброєні артилерійські постріли начинені зарином, зоманом та табуном, Вермахт не застосовував хімічну зброю проти армій Союзників.
- початок 1950-тих: країни НАТО взяли зарин на озброєння як стандартну хімічну зброю. Як СРСР, так і США виготовляли зарин з військовою метою.
- 1953: 20-річний Рональд Медісон, інженер ВПС Великої Британії, помер у ході досліду із використанням зарину в лабораторії з хімічних озброєнь в Портон Даун (графство Вілтшир). Секретне розслідування дійшло висновку, що він загинув внаслідок «нещасного випадку». 2004 року, розслідування було відновлено і після слухань, які тривали 64 дні, журі визнало, що Медісон був незаконно убитий «із застосуванням нервово-паралітичного агента в нетерапевтичному досліді»[20].
- 1957: Сполучені Штати припиняють промислове виробництво зарину, однак наявні запаси підтримуються у придатному до застосування стані до 1970 року[21].
- 1976: DINA, чилійська розвідувальна служба, дає завдання біохіміку ісп. Eugenio Berríos розробити зарин у межах програми ісп. Proyecto Andrea для застосування проти своїх супротивників[22]. Серед планів чилійської спецслужби було створити контейнери у вигляді звичайних спреїв (аерозольних диспенсерів). Такий диспенсер планувалось використати для вбивства Орландо Летельєра[22]. Берріос згодом дав свідчення, згідно яких такі диспенсери були використані для низки вбивств[23][24].
- 1993 рік: 162 країни підписали Конвенцію про заборону розробки, виробництва, накопичення, застосування хімічної зброї та про її знищення. 29 квітня 1997 року конвенція набула чинності. Конвенція зобов'язала країни-учасники припинити виробництво хімічної зброї (в тому числі й зарину) та знищити її запаси до квітня 2007 року[25]. Коли конвенція набула сили, країни учасники задекларували сукупні запаси 15 047 тон зарину. Станом на грудень 2015 року було знищено 89 % світових запасів[26].

### Ірано-іракська війна
16 березня 1988 року: під час Ірано-іракської війни сталась хімічна атака на місто Халабджа (місто з населенням близько 70 тисяч осіб, переважно етнічні курди) на півночі Іраку. Серед використаних отруйних речовин був і зарин. Внаслідок атаки загинуло близько 5 тисяч людей.
Квітень 1988 року: вже наприкінці Ірано-іракської війни іракська армія чотири рази застосовувала зарин проти іранських військових у другій битві за півострів аль-Фау.

### Операція «Буря в пустелі»
Під час операції «Буря в пустелі» американські військові отримали в аптечки блістери з 21 таблеткою піридостигміну як профілактику від отруєння бойовими отруйними речовинами нервово-паралітичної дії. Активна речовина в цьому лікарському засобі тимчасово зв'язується з ацетилхолінестеразою (AChE) й в такий спосіб захищає її від бойових отруйних речовин, які вже створюють стійкий зв'язок. Згідно інструкції, слід було приймати одну таблетку що 8 годин. Відомо, що понад 250 тисяч осіб вжили щонайменше одну таблетку.
Сили коаліції вранці 8 лютого 1991 року завдали удару з літака F-117 високоточною бомбою по бункеру № 2 в сховищі хімічної зброї комплексу Мутана (проєкт 922, Державне підприємство з виробництва пестицидів). Бункер зазнав незначних руйнувань ззовні, але вибухом бомби та сильною пожежею було знищено всі 122-мм реактивні снаряди споряджені зарином.
За оцінками ЦРУ на той момент в бункері знаходилось 1,6 тони бойових хімічних речовин, що були знищені внаслідок високих температур при пожежі. Однак, в атмосферу потрапило близько 10 кг зарину в перші кілька секунд після вибуху бомби.
Отруєння малими дозами зарину або фосфорорганічними пестицидами розглядали серед можливих причин появи синдрому війни у Перській затоці у ветеранів бойових дій. Зокрема, можливим джерелом отрути міг бути згаданий вище викид речовин в атмосферу під час бомбардування сховища. Дослідникам вдалось знайти залежність між проявами синдрому та генетичними особливостями постраждалих (що стосується гену PON1 відповідальному за синтез ензимів, що гідролізують зарин та інші фосфорорганічні сполуки в тілі людини).

### Теракти в Японії

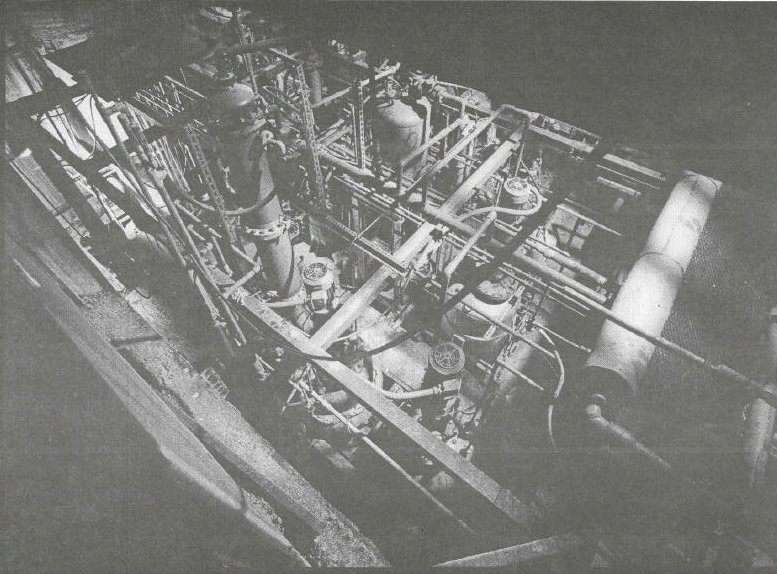
Обладнання для фабричного виробництва зарину в комплексі Сат'ян-7

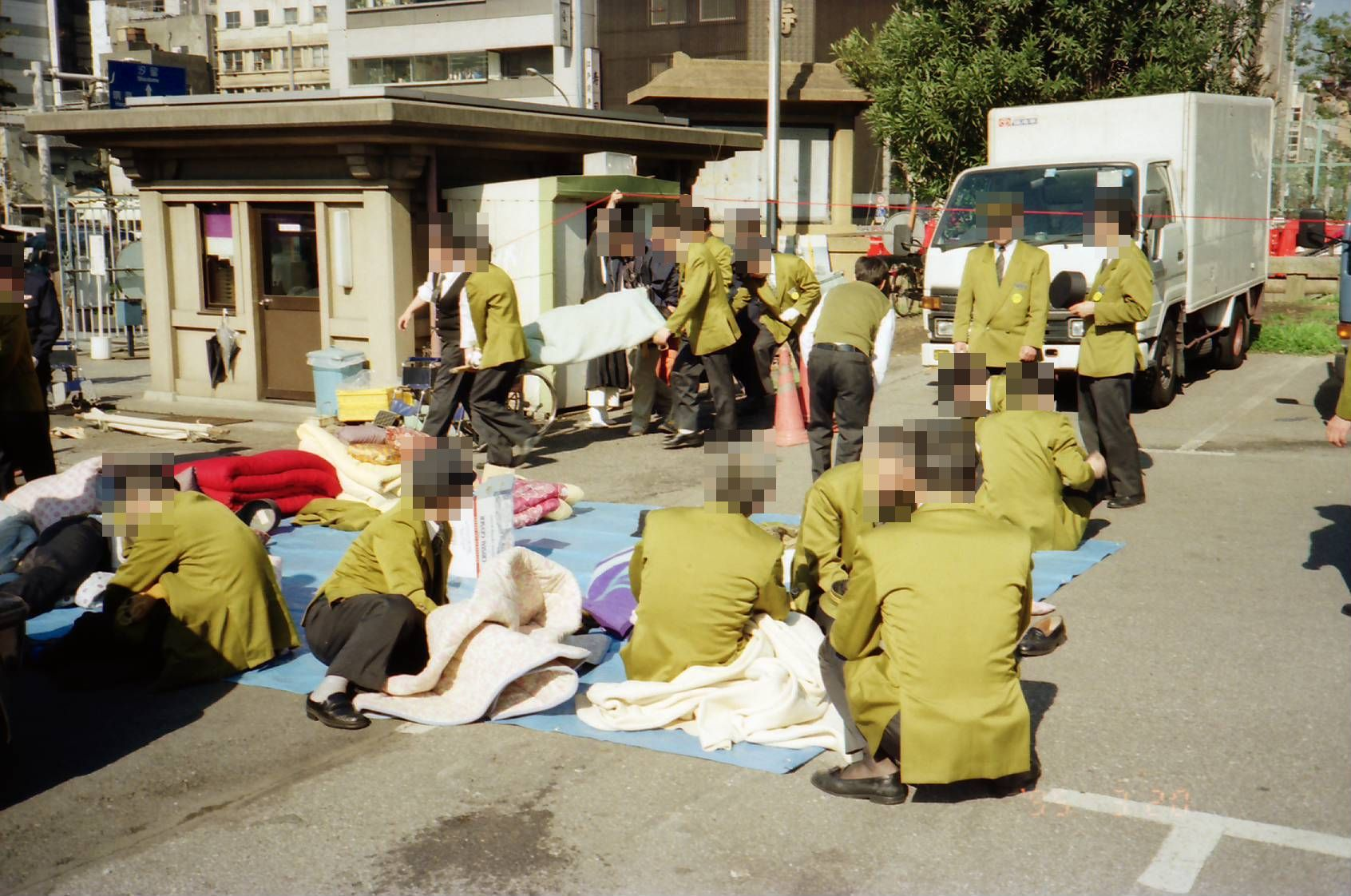
Працівники метрополітену постраждали від зарину.

Японська релігійна секта «Аум Сінрікьо» намагалась створити біологічну зброю та водночас працювала над отриманням зброї хімічної. Якщо біологічну зброю створити через брак знань так і не вдалось, то з хімічною зброєю секта досягла значного успіху.
Наприкінці 1980-х секта створила підставну фірму в Сполучених Штатах де безуспішно спробувала придбати кількасот хімічних боєприпасів MK94 та MK116 споряджених зарином. Після поширення мережі секти в Росію, вона намагалась завербувати чи отримати будь-яку інформацію від колишніх радянських розробників хімічної зброї.
Під керівництвом Масама Цухія дослідникам з секти вдалось синтезувати невелику кількість VX, також їм була доступна можливість виробляти у невеликих кількостях табун, зоман, іприт, синильну кислоту та фосген.
Так, восени 1993 року в лабораторії вдалось синтезувати 20 г зарину. Такі повільні темпи виробництва спонукали лідера секти видати наказ створити нову фабрику, надалі відому як Сат'ян-7 (Satyan-7, в селі Камікюшікі, повіт Нісі-Яцусіро).
На слуханнях в суді спершу один з керівників секти Ікуо Хаясі а потім й керівник розвідки Йосіхіро Інує заявили, що технічна документація фабричного виробництва зарину була придбана в 1993 році в тогочасного президента «Російсько-японського університету» а згодом — секретаря Ради ради безпеки та першого віце-прем'єра Росії Олега Лобова за майже 80 тисяч доларів США.
Японська прокуратура не змогла довести участь російських чиновників у створенні сектою хімічної зброї. У ФСБ відкинули такі закиди на адресу російського чиновника, а виконувач обов'язків «Російсько-японського університету» Олександр Муравйов заявив, що рецептуру виробництва зарину можна прочитати в «будь-якій бібліотеці» та придбати сировину для його виробництва у «будь-якому магазині типу „Хімреактив“».
Попри значні зусилля та зроблені інвестиції, налагодити фабричне виробництво зарину сектантам так і не вдалося. Проте, виробництво в лабораторії було істотно масштабоване.
Як полігон для випробування отрути служила ферма для розведення овець в Банджаварн, Австралія.
27 червня 1994 року був скоєний терористичний акт у місті Мацумото (префектура Наґано) із використанням виготовленого зарину. Членам секти було поставлено завдання вбити трьох суддів, які збирались винести вирок не на користь секти стосовно придбаної земельної ділянки. Протягом близько 20 хвилин було розпилено до 20 кг зарину. Внаслідок теракту жоден суддя не постраждав, натомість загинуло семеро випадкових мешканців, всього постраждало понад 250 осіб.
Через проблеми з технікою безпеки в комплексі Сат'я-7 подекуди ставались викиди отруйних речовин назовні. Навіть після теракту в Мацумото (коли поліції було відомо про використаний в теракті зарин) стався один з таких інцидентів. Мешканці з села викликали поліцію, яка на основі аналізу проб ґрунту встановила наявність в ньому зарину.
Та законом виробництво зарину не було заборонено, то притягнути до відповідальності сектантів поліція не могла. Ситуація змінилась коли 20 березня 1995 року стався теракт в Токійському метро. Члени секти у п'ятьох місцях на трьох гілках Токійського метрополітену в ранкову годину «пік» випустили нечисту форму зарину. Загинуло 12 осіб постраждало до шести тисяч. Легкі ступені отруєння вторинними випарами отримали близько 10 відсотків рятувальників та лікарів швидкої допомоги та в лікарнях.
Постраждалим від отруєння зарином лікарі робили ін'єкції пралідоксиму (2-PAM) та атропіну. Подальший аналіз показав, що пралідоксим виявився неспроможний подолати гематоенцефалічний бар'єр й симптоми ураження центральної нервової системи спостерігались в окремих випадках й через 25 років після отруєння.
Ці теракти спонукали правоохоронні органи нарешті вжити рішучих заходів для припинення діяльності секти. Уже під час облав члени секти протягом травня і червня 1995 року тричі намагались скоїти хімічні атаки в токійському метрополітені, але цього разу вони використовували сполуки, що при змішуванні утворюють синильну кислоту.

### Війна в Іраку
1 травня 2004 року іракські повстанці підірвали 155 мм снаряд з бінарними прекурсорами зарину поблизу конвою американських військових. Снаряд був розрахований на те, щоб змішувати прекурсори під час польоту. Чи через недостатнє змішування, чи через деградацію прекурсорів внаслідок неналежного зберігання, але снаряд випустив незначну кількість зарину. Двом американським військовим довелось надати медичну допомогу, оскільки вони мали симптоми отруєння зарином.
Аби запобігти повторному використанню вибухових речовин у саморобних вибухових пристроях американські військові запровадили практику знешкодження вибухових пристроїв, які не спрацювали або спрацювали не до кінця. Для знешкодження вибухового пристрою, що спричинив невеликий вибух поблизу американського патруля неподалік ринку Ярмук на південному заході Багдаду були викликані сапери Джеймс Ф. Бернс (англ. James F. Burns) та Майкл С. Яндел (англ. Michael S. Yandell). Вони помилково ідентифікували пристрій як невдалу копію попередньо виявленого ними саморобного вибухового пристрою на основі освітлювального боєприпасу. Насправді це був хімічний бінарний снаряд калібру 152 мм споряджений прекурсорами зарину.
Обидвом постраждалим військовим була надана медична допомога, зокрема, із застосуванням тайленолу та атропіну.
Під час транспортування решток пристрою, обидва отримали отруєння зарином. Вони стали першими і єдиними офіційно визнаними та загально відомими американськими військовими — жертвами хімічної атаки нервово-паралітичними отруйними речовинами.

### Громадянська війна в Сирії

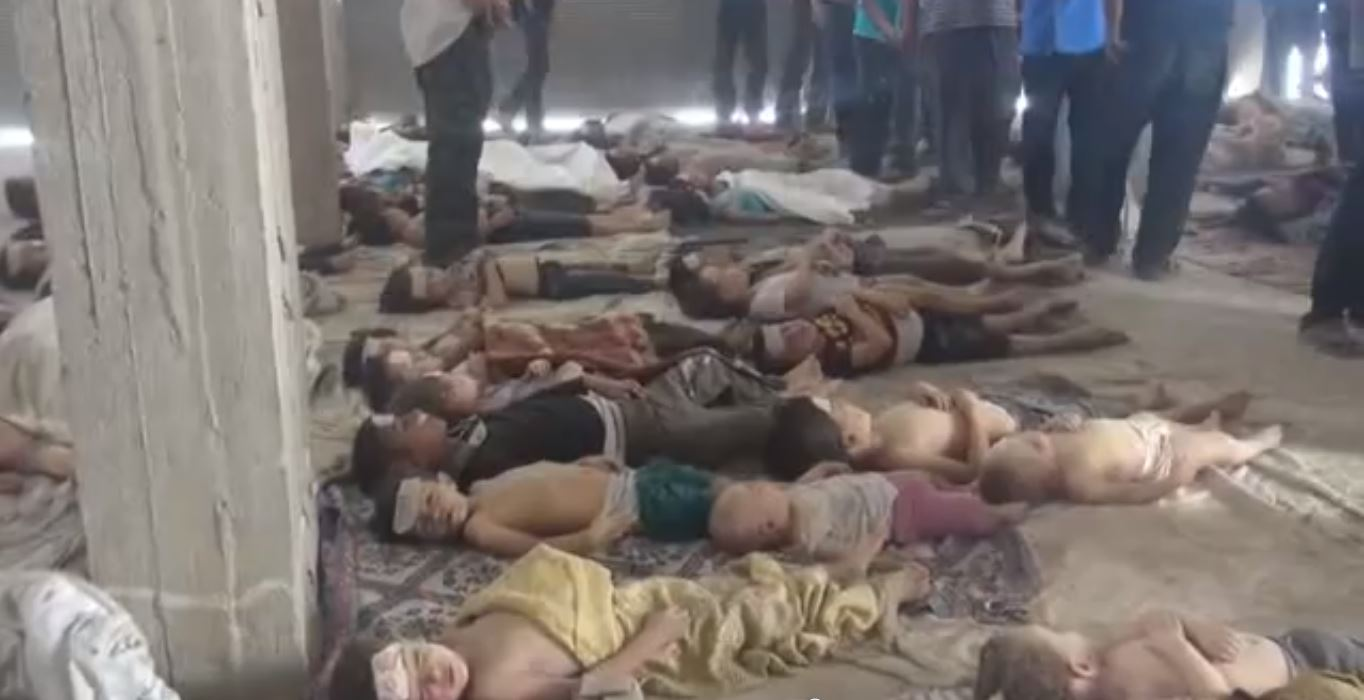
Жертви хімічних атак в Гуті (2013 рік). Як бойова отруйна речовина був використаний зарин.

Під час громадянської війни в Сирії була неодноразово використана хімічна зброя, переважно режимом Башара Асада.
Станом на початок війни, Сирія не була членом Конвенції про хімічну зброю, до якої вона долучилась лише 14 вересня 2013 року. Однак іще в 1968 році вона приєдналась до Женевського протоколу 1925 року про заборону застосування на війні задушливих, отруйних або інших подібних газів та бактеріологічних засобів. 2012 року представники Сирії заявили, що країна має на озброєнні хімічну і бактеріологічну зброю та скористається нею для відбиття іноземного вторгнення. Сирійські хімічні озброєння також підпадають під дію низки резолюцій Ради безпеки ООН, зокрема 1540 (2004), 2118 (2013), 2209 (2015), 2235 (2015), 2314 (2016), та 2319 (2016).
За даними французької розвідки, розробку та виготовлення бойових отруйних агентів здійснював Сирійський центр наукових досліджень (SSRC). «Підрозділ 450» відповідає за наповнення боєприпасів отруйними агентами та за безпеку збереження запасів хімічних речовин. Станом на вересень 2013 року, французька розвідка оцінювала запаси хімічної зброї на рівні тисячі тонн, в тому числі іприт, VX, та декілька сотень тон зарину.
19 березня 2013 року в контрольованому режимом Асада районі Хан аль-Ассаль міста Алеппо сталась хімічна атака із застосуванням зарину. Внаслідок неї загинуло щонайменше 26 осіб, серед них 16 військових та 10 цивільних, іще понад 86 зазнали поранень різного ступеню. Одразу після атаки і урядові сили, і опозиція висунули звинувачення на адресу один одного, але не змогли навести переконливі докази вини своїх супротивників.
Так, 21 серпня 2013 року ще в перші роки громадянської війни режим Башара Асада здійснив хімічні атаки в Гуті (провінція Дамаск). За різними оцінками кількість жертв склала від 322 до 1729 людей загиблими.
У вересні того ж року була досягнута домовленість про вивезення та знищення хімічної зброї з Сирії. Режим Асада приєднався до Конвенції, з країни було вивезено 1290 тон отруйних речовин (в тому числі зарину, VX, та прекурсору іприту), була знищена інфраструктура для виробництва хімічної зброї. Проте, низка оглядачів підозрювали режим Асада у неналежному виконанні взятих на себе зобов'язань, в тому числі у приховуванні залишків хімічної зброї та спробах відновити її виробництво.
Проте, попри взяті на себе зобов'язання та на тлі цілеспрямованих атак на цивільне населення режим вже у 2014 році відновив застосування хімічної зброї. Так, наприклад, у квітні 2014 року були скинуті «бочкові бомби» наповнені отруйними речовинами (найімовірніше — хлором) на населені пункти в провінціях Ідліб та Хама.
4 квітня 2017 року було завдано повітряний удар по місту Хан-Шейхун (провінція Ідліб). Боєприпаси містили отруйну речовину нервово-паралітичної дії, найімовірніше зарин. Загинуло близько 100 людей (із них понад 20 дітей), іще понад 300 отримали отруєння різного ступеню. Цей напад став однією з найбільших (за кількістю жертв) хімічних атак після атаки в Гуті.

### Російсько-українська війна
11 квітня повідомлялося про хімічну атаку на Маріуполь.